# Емілія де Торо
Емілія де Торо Еррера (ісп. Emilia de Toro; 14 листопада 1845, Консепсьйон, Чилі — 7 червня 1913, Нью-Йорк, США) — дружина президента Республіки Чилі Хосе Мануеля Бальмаседи, яка була першою леді під час його перебування на посаді з 1886 по 1891 рік.

## Біографія
Дочка від шлюбу Домінго де Торо і Гусмана та Емілії Еррера Мартінес де ла Торре. Зі сторони батька вона була правнучкою першого графа де Ла-Конкіста Матео де Торо Самбрано, а також Паули Джаракемади. Її брат, Домінго де Торо Еррера, був інженером і ветераном Тихоокеанської війни, а також політиком.
11 жовтня 1865 року вона вийшла заміж за Хосе Мануеля Бальмаседу, від шлюбу з яким у них народилося восьмеро дітей.
Як дружина тодішнього міністра внутрішніх справ, вона була присутня на прийнятті броненосця «Уаскар» до чилійського флоту 20 жовтня 1879 року, вважаючись хрещеною матір'ю цього корабля.
Була першою леді Республіки Чилі між 1886 і 1891 роками, під час президентського терміну свого чоловіка, президента Хосе Мануеля Бальмаседи.
Після Громадянської війни 1891 року вона знайшла притулок у посольстві Сполучених Штатів у Сантьяго де Чилі, щоб втекти з країни після похорону чоловіка.
Емілія де Торо Еррера померла у віці 67 років. Похована на загальному кладовищі Сантьяго.